# 1-й Винокурний провулок (Житомир)
1-й Винокурний провулок — провулок у Богунському районі міста Житомира.

## Сучасність

#### Розташування
Розташований в історичному районі Кокоричанка. Розпочинається з Метеорологічного провулка. Перетинає вулицю Маликова, Червоний провулок, вулиці Каракульну, Олександра Клосовського та завершується виходом на проспект Миру. Від провулка 1-го Винокурного розпочинаються Винокурний проїзд та 4-й Винокурний провулок. Провулок зі сходу огинає мікрорайон Хмільники (зокрема, історичну місцевість Сурину гору), а також проходить крізь історичну місцевість Каракулі (орієнтовно від провулку Червоного до свого завершення).

#### Забудова
Забудова провулка формувалася наприкінці XIX ст. — упродовж XX ст. та являє собою переважно малоповерхові житлові будинки садибного типу. Наявні також дрібні виробництва, котельня та Старообрядницьке кладовище. Наприкінці провулка розташовуються Державна фітосанітарна інспекція у Житомирській області, а також торгівельний центр «Океан-Плаза».

#### Транспорт
На короткому відтинку провулка від вулиці Олександра Клосовського до проспекту Миру курсує маршрутне таксі № 1.

## Історія
Назва провулка Винокурний (раніше — Винокуренний) є першопочатковою та обумовлена розташуванням у провулку винокурні, що діяла у будинку № 13 на початку XX ст. та належала купцеві Графману. На плані 1931 року провулок показаний під назвою провулок Винокурений завод.
Провулок здебільшого сформувався ще до Першої світової війни та революційних подій. До Другої світової садибна забудова провулку сформувалася на його початку (орієнтовно до будинків № 13 та 10/2), а також на Каракулях (від провулку Червоного до провулків 4-го Винокурного та 3-го Каракульного, неподалік Старообрядницького кладовища). Також забудова була сформована на виході провулку до нинішнього проспекту Миру. Між вулицею Олександра Клосовського та проспектом Миру, провулок забудовувався садибними житловими будинками у 1960—1970 роках.
До кінця 1980-х років, провулок виходив на проспект Миру трохи східніше. Збудований у 1989 році багатоквартирний житловий будинок № 9 по проспекту Миру перекрив існуючу на той час трасу провулку. Для виходу провулку на проспект Миру збудовано новий його відтинок, що повертаючи оминає будинок № 9.
У провулку зберіглися житлові будинки з неординарним оздобленням фронтонів. Такі будинки зведені ще у XIX ст. мешканцями слобідки Каракулі, передусім старообрядцями.